# Alice Lévêque
Pour les articles homonymes, voir Lévêque.
Alice Lévêque est une joueuse de handball française née le 9 mai 1989 à Mulhouse. Elle évolue au poste d'arrière gauche.

## Biographie
Alice est née le 9 mai 1989 à Mulhouse. Elle a un frère aîné, Boris né en 1984, qui a évolué en D2 à Mulhouse et en national à Hazebrouck.
Le 13 avril 2012, elle a été élue « joueuse du mois de mars » de la Ligue féminine de handball avec 51,7 % des voix, devant Christianne Mwasesa (26,7 %) et Nely Carla Alberto (21,6 %)
À l'automne 2013, elle fait finalement partie des joueuses retenues par le sélectionneur Alain Portes pour participer au championnat du monde 2013 en Serbie.
Au cours de ce mondial, l'équipe de France, en reconstruction, réalise un parcours sans faute en phase poule avec cinq victoires, dominant notamment le Monténégro, champion d'Europe et médaillé d'argent aux Jeux olympiques en 2012. Elle écarte ensuite le Japon avant de tomber de manière inattendue en quart de finale face à la Pologne. Alice Lévêque participe à l'ensemble des sept matches disputés par l'équipe de France, avec néanmoins un faible temps de jeu, inscrivant deux buts durant la compétition.
Elle est présente, en mars 2014, lors de la victoire qualificative à l'Euro 2014, face à l'Islande.
En mars 2015, elle signe un contrat de deux ans avec Metz Handball. En concurrence avec Xenia Smits pour le poste d'arrière gauche, elle connaît une saison difficile et annonce dès le mois de février qu'elle rejoindra Besançon à l'issue de la saison pour deux ans. En mai 2016, pour son dernier match avec Metz, elle remporte néanmoins son premier titre de championne de France, après une finale gagnée face à Fleury Loiret et conclut positivement une saison « dure sur le plan personnel » comme elle le concède.  
En 2020, Alice annonce prendre sa retraite sportive après 24 années dédiées au handball, et se reconvertit en tant que nutritionniste et kinésithérapeute préventeur. 

## Palmarès

### En sélection
championnats du monde 
- 6e place du championnat du monde 2013[14]

Jeux méditerranéens
- médaille d'or aux Jeux méditerranéens 2009

autres
- 7e place du championnat du monde junior en 2008[15]
- 5e place du championnat d'Europe junior en 2007[16]
- 4e place du championnat du monde jeunes en 2006[17],[18]
- troisième du championnat d'Europe jeunes en 2005

### En club
compétitions internationales
- vainqueur de la coupe Challenge en 2015 (avec l'Union Mios Biganos-Bègles)

compétitions nationales
- championne de France en 2016 (avec Metz Handball)
- finaliste de la coupe de la Ligue en 2015 (avec l'Union Mios Biganos-Bègles)

### Récompenses individuelles
- meilleure joueuse de LFH du mois de mars 2012[4]